# Gjógv
Gjógv (dánul: Gjov) település Feröer Eysturoy nevű szigetén. Közigazgatásilag Sundini községhez tartozik.

## Földrajz

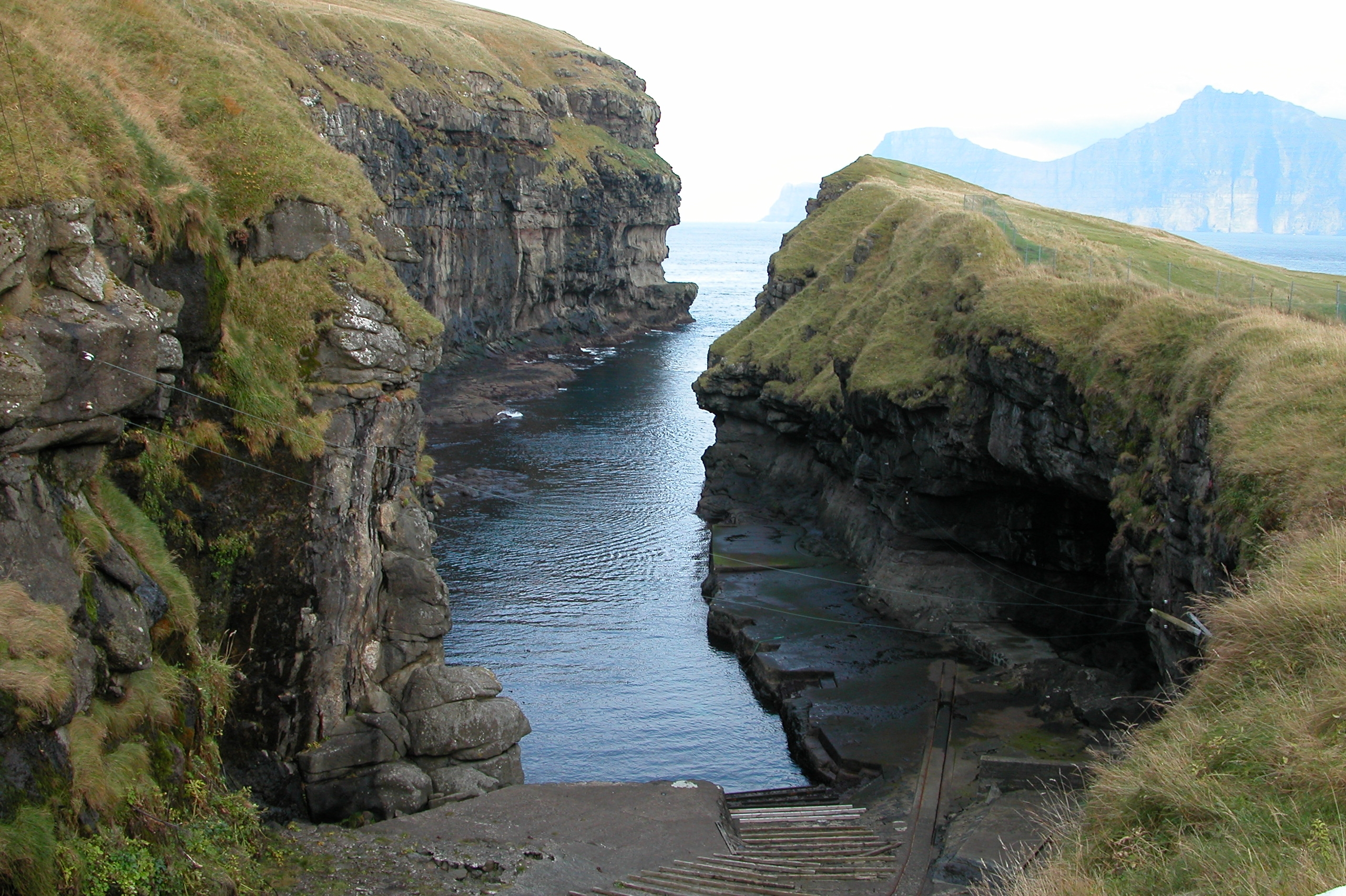
A névadó sziklahasadék

A település sziget északkeleti csúcsán fekszik, és természeti szépségéről nevezetes. Feröer legmagasabb hegyei veszik körül: a Slættaratindur és a Gráfelli is Gjógv és Eiði között magasodik. Tőle északnyugatra található a gyönyörű Ambadalur völgy, ahonnan szép kilátás nyílik a tengerből kiemelkedő Búgvin sziklaoszlopra és az északi szigetekre. Nevét arról a sziklahasadékról kapta, amelyben kikötője is található.

## Történelem
Gjógv alapítása 1584 előttre tehető. Régi iskolája 1884-ből, temploma 1929-ből származik.
2005. január 1-je óta Sundini község része, előtte önálló volt Gjógv község (Gjáar kommuna) néven.

## Népesség
A 20. század elején a település népessége 270 fő körül volt, akik közül 70-en halászok voltak. Napjainkra a népesség erősen lecsökkent, és főként idősebb emberek élnek a faluban – a fiatalabbak a városokba költöznek.
| Év              | Lakosság |
| --------------- | -------- |
| 1986. január 1. | 83       |
| 1991. január 1. | 62       |
| 1996. január 1. | 65       |
| 2001. január 1. | 55       |
| 2006. január 1. | 49       |

## Közlekedés
Gjógv zsákfalu, csak Funningur felől közelíthető meg. Itt a végállomása a 201-es busznak, de a 205-ös járat is érinti.

## Turizmus
A faluban működik a Gjáargarður szálló.